# Propulsão magnetoidrodinâmica
A propulsão magneto-hidrodinâmica é um sistema de propulsão de embarcações que vem sendo testado por diversas empresas, Em teoria a velocidade que se poderia alcançar com estes sistemas seria muito maior do que com os sistemas convencionais por se evitar a turbulência.
MHD é utilizado como acrónimo para a teoria da magneto-hidrodinâmica que considera uma aproximação fluida para o estudo de plasmas ou, genericamente, de fluidos ionizados. A base teórica foi iniciada pelo físico sueco Hannes Alfvén, valendo-lhe um prémio Nobel da Física em 1970.